# Nowa Wioska (powiat będziński)
Nowa Wioska – wieś w Polsce położona w województwie śląskim, w powiecie będzińskim, w gminie Siewierz.
W latach 1975–1998 miejscowość należała administracyjnie do województwa katowickiego.